# Naturschutzgebiet Hoher Stein
Koordinaten: 51° 17′ 22,8″ N, 8° 20′ 34,4″ O
Das Naturschutzgebiet Hoher Stein mit einer Flächengröße von 22,22 Hektar liegt nördlich von Höringhausen im Stadtgebiet von Meschede. Es wurde 2020 vom Kreistag des Hochsauerlandkreises mit dem Landschaftsplan Meschede als Naturschutzgebiet (NSG) ausgewiesen. Von 1994 bis 2020 gehörte die heutige NSG-Fläche zum Landschaftsschutzgebiet Meschede.

## Gebietsbeschreibung
Auf der etwa 630 m hohen gleichnamigen Bergkuppe stockt ein Hainsimsen-Buchenwald, der der „potenziell natürlichen Vegetation“ entspricht. Der Bestand weist überwiegend mittleres bis starkes Baumholz auf, stellenweise ist Naturverjüngung vorhanden, sehr vereinzelt sind Eichen und Bergahorn beigemischt. Im NSG treten einige Felsrippen zutage, geprägt wird es jedoch von der namengeben den Felsen aus quarzitischen Sandstein, die den Nordrand der Bergkuppe bildet. Die Kuppe ist an der Südseite stark vergrast, trägt aber noch eine typische Felsvegetation mit krüppeligen Traubeneichen und Farnen. Unterhalb findet sich weitgehend überwachsener Blockschutt. Die in diesem Bereich befinden sich standort- und mindernutzungsbedingt eine höhere Arten- und Strukturvielfalt mit Alt- und Totholz. Im Norden weist der Buchenwald einige feuchtere Waldbereiche und zwei Sickerquellen auf. Nordöstlich der Kuppe stockt mitten im NSG ein Nadelholzbestand.

## Schutzzweck
Zum Schutzzweck des NSG führt der Landschaftsplan auf: „Schutz eines Hallenbuchenwaldes in rel. großer Höhenlage und kompakter Ausformung als Refugiallebensraum und als repräsentativer Bestand der natürlichen Waldgesellschaften im Übergang des „Hochsauerländer Schluchtgebirges“ zu den (naturräumlich begünstigten) „Innersauerländer Senken“; Sicherung von naturnahen Waldbildern in der umgebenden, Nadelholz-dominierten Landschaft und von prägenden Klippenzonen und sonstigen Kleinstrukturen unter landeskundlichen Aspekten; mögliche Optimierung der Artenund Biotopschutzbedeutung im Zuge einer Umsetzung der nachfolgend aufgeführten Entwicklungsmaßnahme.“

## Nadelholz
Auf einer Teilfläche im Mittelbereich des NSG ist weiterhin Nadelholzanbau mit einem Anteil von maximal 20 % einzelstammweise, trupp-, gruppen- oder horstweise zulässig.